# Tiny Dungeon
『Tiny Dungeon』（タイニイ ダンジョン）は、日本のアダルトゲームブランドRosebleuによる Windows用18禁恋愛アドベンチャーゲームシリーズである。全4部作。2010年6月25日に第1作『Tiny Dungeon 〜BLACK and WHITE〜』（タイニイ ダンジョン ブラックアンドホワイト）が、2010年12月24日に第2作『Tiny Dungeon 〜BLESS of DRAGON〜』（タイニイ ダンジョン ブレスオブドラゴン）が、2011年7月29日に第3作『Tiny Dungeon 〜BIRTH for YOURS〜』（タイニイ ダンジョン バースフォーユアズ）が発売された。そして、2012年7月27日に第4作『Tiny Dungeon 〜BRAVE or SLAVE〜』（タイニイ ダンジョン ブレイブオアスレイブ）発売され、完結した。
2014年3月28日、続編となる『Endless Dungeon』（エンドレス ダンジョン）が発売された。

## 概要

### 全体
シナリオのあごバリアが過去に企画・シナリオを担当した『SHUFFLE!』やイラストノベル『ジャッジメントちゃいむ』のように、複数の異世界が混じり合う世界を舞台としており、タイトルごとに一人のメインヒロインにスポットを当てた物語を描いていく、全四部で構成されているシリーズである。。魔族、神族、竜族、人族と4つの種族が出てくるが、それぞれの違いを出すため、種族毎に別の原画家を採用している。
シリーズ第1作である『Tiny Dungeon 〜BLACK and WHITE〜』制作当初は1作で完結させる予定であったが、世界観やキャラ設定が膨らんで、ボリュームが大きくなった、との理由によりゲーム発売前から続編の制作が決定し、シリーズ続編となる『Tiny Dungeon 〜BLESS of DRAGON〜』が2010年冬に発売の予定であると7月1日に発表された。以後、第2作、第3作が発売され、2012年7月27日発売の第4作でストーリーは完結した。
2013年12月21日、続編となる『Endless Dungeon』の制作が発表され、予定どおり2014年3月28日に発売された。

### BLACK and WHITE
Rosebleu第2作として制作され、2010年6月25日に発売された。略称はBaW。メインヒロインは魔族の姫であるヴェル＝セイン。
初回同梱特典にはイラスト冊子「召還の書」が、予約特典には登場人物の立ち絵が水着となる水着パッチ「解呪の鍵」がついている。
初回版は古いバージョンのデータが収録されているため、事前に修正ファイルを適用する必要がある。修正ファイルはメーカーHPよりダウンロードすることができる。2012年1月27日、通常版が発売された。

### BLESS of DRAGON
Rosebleu第3作として制作され、2010年12月24日に発売された。略称はBoD。メインヒロインは竜族の姫であるウルル＝カジュタ。
初回同梱特典には前作BaWのダイジェストDVD「黒の書」が、オペラ＝ハウスによる実況プレイ付で収録されている。

### BIRTH for YOURS
Rosebleu第5作として制作され、2011年7月29日に発売された。略称はBfY。メインヒロインは神族の姫であるノート＝ルゥム。
初回同梱特典には前作BoDのダイジェストDVD「金の書」が、オペラ＝ハウスによる実況プレイ付で収録されている。

### BRAVE or SLAVE
Rosebleu第7作として制作され、2012年7月27日に発売された。略称はBoS。メインヒロインが誰とはうたわれていないが、最後の選択肢ではヴェル、ウルル、ノート、白川紅の4人から選ぶようになっている。
初回同梱特典には前作BfYのダイジェストDVD「銀の書」が、オペラ＝ハウスによる実況プレイ付で収録されている。

### Endless Dungeon
BoSの続編となる、2014年3月28日に発売された。略称はED。主人公・白鷺姫たちが三階級へ進級するとともに、新ヒロイン4名が登場する。新ヒロインの1人は姫の妹であり、2人は第5の種族である。
初回同梱特典には前作BoSのダイジェストDVD「白の書」が、オペラ＝ハウスによる実況プレイ付で収録されている。

## ストーリー
25年前に始まり、魔界、神界、竜界、人界という四つの並行世界を巻き込んだ滅界戦争。戦争を終結させた勇者を自らの手で育てるべく、四界が協力して作られた学園「トリニティ」。人族の白鷺姫は勇者になりたいという夢を持ち、日々努力している。姫たちが二階級に上がってから数か月。学園全体での地下迷宮探索による実技試験がある日、魔族の王女であるヴェル＝セインがトリニティに転校してきた。ヴェルの転校を機に、姫の運命は大きく動き出す。
実技試験翌日の夜、周囲の時が止まり、フードを被った人物が姫の前に現れてこう告げた。お前は未来の剪定者に選ばれ、未来を選ぶ義務が与えられた。黒翼を動かし、金鱗を従え、銀月を惑わす男、姫。姫の前に現れたのは三つの扉。それぞれの扉に書かれているのはヴェル＝セイン、ノート＝ルゥム、ウルル＝カジュタの名前。姫と、姫を導く三人の少女によってこの未来は生まれる。「未来の剪定者」に選ばれた姫が選ぶ扉は。そしてその行く末は。

### BLACK and WHITE
魔族の王女、ヴェル＝セインの扉を選ぶ姫。日々の努力や訓練、勝負を挑んできたアミア＝ルゥムやデイル=グランとの戦いを通し、姫を取り巻く人物は少しずつ増えてゆき、姫の実力も上がっていく。
そこへトリニティに賊が侵入したとの噂が流れる。賊はトリニティに隠してあった、滅界戦争時に使用された兵器である魔剣の束を盗んだのだが、戦争後に処分したと報告していた魔王妃は、その事実を神族、竜族に伝えることはできなかった。さらに剣を持った複数の人物による無差別連続襲撃事件が発生。そのうちの一人は、姫に嫉妬するラーロン=ハデラであった。
魔剣の真実が明らかになったことにより、元々仲の悪かった魔族と神族はトリニティで諍いを始めるようになり、やがて決定的な対立を迎える。

### BLESS of DRAGON
竜族の王女、ウルル＝カジュタの扉を選ぶ姫。デイルとの戦いに勝利した翌日から物語は始まる。トリニティに賊が侵入したとの報告を受け、魔界から呼ばれてトリニティに転校してきたのは、魔王妃の片腕であるフォン＝テルム。しかし賊による被害は何もなかったため、フォンも賊自身やその目的を探し出すことができない。そんなフォンも姫たちとの交流を通じ、徐々にその心を開いていく。ところがある事件をきっかけに、ウルルは滅界戦争時における過去の行為に対峙することとなる。一方、謎の賊に示唆されたフォンは、過去の傷を払拭すべく、ウルルと敵対することとなる。

### BIRTH for YOURS
神族の王女、ノート＝ルゥムの扉を選ぶ姫。デイルとの戦いに勝利した姫の姿を見て、ノートは姫に自分の真実の姿を告白した。そして今の姿のノートを受け容れてくれた姫に、ノートは自らの全てを捧げた。もっともその事実はヴェルの暴走によって学園中に知られることとなり、ひと騒動が起きる。
神界と魔界の古代遺跡で同時に発見された古代兵器。ところが謎の少女・ミヤによって暴走した古代兵器をきっかけとし、神族と魔族が徐々に対立するようになる。そしてトリニティに現れた謎の人族の剣士、ゲン。姫を取り巻く少女たちの運命は、少しずつ破滅へと向かい始めていた。

### BRAVE or SLAVE
ヴェル、ウルル、ノートの扉では、それぞれの過去や運命に姫と一緒に立ち向かい、明るい未来を手に入れるものの、それにはかならず犠牲者が存在した。そして姫はいずれの扉も選ばなかったことで、新たに現れた第四の扉へ吸い込まれる。
地下迷宮探索試験を経てヴェルが仲間となった姫に、アミアが勝負を挑む。圧倒的な実力差があるはずなのに、姫は神族しか知らない「真眼」を用いてアミアを破る。勝負を見ていたノートとデイルはアミアと組み、姫、紅、ヴェルとのチーム戦を挑む。互角の勝負と思われた競技場での戦いに、かつての勇者であるゲンとその娘ミヤが現れる。ゲンの攻撃に全く歯が立たない姫達。そこで現れた謎のフードを被った人物・カミシアは、自らの干渉力を用い、3つの扉の記憶と経験をその場にいた6人やウルル、オペラに取り戻させる。記憶を取り戻した姫達は、ゲンとミヤを撤退させることができた。その夜、カミシアは皆に真実を伝える。これは、カミシアとミヤのどちらが生き残るかという運命付けられたゲームであることを。そしてゲンとミヤは、ミヤを生き残らせるために干渉し続けてきたことを。姫達はカミシアが生き残れるよう、ゲンと戦うことを決意する。三つの扉の重い記憶に悩まされながらも。

### Endless Dungeon
新年度を迎えたトリニティでは、新たに人族の少女が入学した。その少女の名は白鷺皇女。周囲の反対を押し切り、兄・白鷺姫の後を追いかけてきたのだ。ところが成長した姫は勇者を受け継いでおり、しかも三界の姫を含む複数の女性がいるハーレム状態となっていた。
さらに、いないはずの2人目の金の髪を持つ竜族の少女が入学していた。そして皇女は可能性の世界に引きずられ、謎の甲冑の騎士に襲われる。謎が続く姫たちの前に現れたのは、20年後の未来から来たという第5種族の少女2人。新たなゲームの始まりだった。

## 作品世界
魔族 （まぞく）
魔界に住む、力を誇りとし、強さを尊敬とする種族。好戦的であり、力を誇示することで存在を知らしめる。生まれ持つ強大な魔力を操って攻撃魔法を使用するか、強大な魔力を武器に纏って攻撃する。逆に細かい制御を必要とする補助魔法、回復魔法などは苦手である。
魔族は翼を背中に持っている。翼は魔力の増幅器であり、強さの誇りとされ、枚数が多いほど大量の魔力を制御することができる。一般的な魔族が持つ羽は二枚程度である。普段の生活では翼を隠しているが、強大な魔力を必要とする戦闘時にはその姿を現す。
魔族の中でも、古代の力を受け継ぎ、今なお強大な魔力を持つ血族は「魔王」と呼ばれる。「魔王」の血族は年々数を減らしており、現在では貴重な存在となっている。
神族には相性が悪い。それは、攻撃魔法や魔力を用いた武器が防御魔法によって遮られるためである。また魔界と神界は今でこそ和睦を結び、休戦状態となっているが、かつては争っていた種族である。
神族 （しんぞく）
神界に住み、仲間との調和を是とする種族。仲間意識が強く、いざというときは団結する。魔力そのものは魔族に及ばないが、豊富な防御魔法でありとあらゆる攻撃魔法に対処することができる。攻撃魔法は苦手だが、防御魔法、補助魔法、回復魔法などは得意。攻撃時は、武器や自分自身を強化する補助魔法を用いる。裏を返すと、器用貧乏ともいえる。
神族は、髪の毛における銀の比率がそのまま魔力に繋がる。特に100%の銀髪を持つものは「完全銀髪（グラン・ルナ）」と呼ばれており、ノートは数百年ぶりに産まれたグラン・ルナである。
神族は親から与えられた名前のほかに、天より与えられた「真名（まな）」と呼ばれる名前を持っている。魂そのものに刻まれた名前であり、生まれた時点から覚えている。家族や恋人など、本当に信頼した相手にしか教えてはいけない。
竜族には相性が悪い。神族の防御魔法は、攻撃力に特化した竜族の打撃に打ち砕かれるからである。
竜族 （りゅうぞく）
竜界に住み、自由であることを尊ぶ種族。魔力はほとんど持ち合わせていないが、強靱な肉体と優れた身体能力を持つ。攻撃時は己の身体を用い、その力は岩や地面ですら砕くほど。そのため、超接近戦が得意。また気鱗（きりん）と呼ばれる闘気を身体に纏い、敵からの攻撃を防ぐことができる。
竜族は女性しかおらず、女の子しか産まれないため、種族を維持するために強い男性を他の種族から迎え入れる。そのとき男性は竜族に変化する。特に人族の男とは相性がよく、出生率の低い竜族でもかなりの確率で出産が見込める。そのため滅界戦争時には竜族の多くが人界に協力しており、いまでも神族や魔族と比べれば人族に友好的である。また出生率の低さと個体数の少なさを補うため寿命は長く、他の種族と比べると十倍は長生きである。
竜族は猫の耳のように、頭頂部に耳が付いている（いわゆる猫耳）。耳は自由に動かすことができる。
竜族はウルルを頂点とした完全な一枚岩であり、ウルルの言葉が絶対である。
魔族には相性が悪い。気鱗よりも魔族の攻撃力の方が強いからである。
魔族、神族、竜族は三すくみの関係となっているが、これはあくまで同レベルの力の持ち主を比べた場合であり、個々の能力によってこの関係は変わる。
人族 （ひとぞく）
人界に住む種族。滅界戦争の発端となり、喜々として参戦した犯罪者の種族として、他種族から嫌われている。しかし勇者が人族であったことから、最低限の交流は保たれている。いまでも他種族からの差別を受けるか、区別されている。
魔力を制御し、魔法を扱う能力は神族に近い。しかし肝心の魔力を生みだす能力を人族は持っていないため、魔法を使うことはできなかった。そのため、人族は大気の中に解けている魔力を集め、増幅する道具として儀式兵器を作り出した。これにより、人族は魔法を使うことが可能になり、他種族と戦える能力を持った。
儀式兵器は、戦士になると決めたときに行われる魔法儀式によって生みだされ、持ち主と深く繋がる。儀式兵器は、持ち主以外には扱えない。儀式兵器は、持ち主の成長に伴い一度だけ進化する。
滅界戦争 （めっかいせんそう）
25年前に起きた、人界、魔界、神界、竜界という4つの並行世界を巻き込んだ戦争。とある人族が自分の欲望を満たすため、各世界の実力者を誑かしたのが発端とされる。7年間で全世界の5分の1が荒野と化し、4000万人の命が失われた。
しかし一人の勇者が、各世界において戦争で私腹を肥やしている黒幕たちの存在を見つけ出し、その存在を各世界に訴えて戦争を止めようと叫び続けることによって多くの仲間を得て、その者たちによって黒幕たちを討ち滅ぼすことによって、戦争は終結した。
その勇者は人族であるが、名前は不明。終戦後は行方不明となり、その消息は知れない。
トリニティ
滅界戦争を終結させた勇者のような存在、抑止力たる「力」を自分たちの手で育てようとして、各界が協力して10年前に造られた学園。各世界が行き来できる空間を人工で作りだし、海の中に一つの島を作った。その島の中心にある大きな湖の中心に建てられた、城のように巨大な建造物である。街からは、南北に延びる橋のみで繋がっている。校舎だけではなく、中庭、闘技場、大聖堂などがある。各界の本が集められた図書室などの設備は充実しているが、売店や食堂がないため、昼食は自分で弁当を作るか事前に買っておく必要がある。運営は四界が協力して行っている。貴重な道具、機密文書などもあるため、各界の最新技術と超高度魔法にて警備されている。
一階級から三階級まで分かれており、完全実力主義であるため、昇級は強さによって決まる。実力に達しないものは、容赦なく退学させられる。卒業して軍に入れば指揮官クラスは間違いなしといわれるほど、レベルは高い。各階級にはおよそ100名程度が在籍し、槍・斧・剣・弓・盾のクラスに分かれている。全寮制であり、男子寮と女子寮はどちらも街にあるが、位置は離れている。
島の南半分は街、北半分は丘となっている。常春だが、季節によって若干の変化がある。街に警察はなく、事件が起きたときは学園が街を守る。
名前の由来は「3」という意味をなす言葉から付けられており、魔、神、竜という3つの種族のつながりを表している。人界も協力しているのだが、滅界戦争を起こした種族ということで、繋がりからは除外されている。
トリニティでも人族は忌み嫌われている。常に犯罪者を見るかのような視線に耐えられないことから、いまだ人族の卒業生はいない。現在トリニティに通っている人族は、二階級の白鷺姫と白川紅の2人だけであり、今年の新入生はゼロである。ただし、街で買い物を拒否されるようなことはない。
なお、本来のトリニティは、キリスト教における三位一体を表す英語Trinityを指している。
可能性の世界（かのうせいのせかい）
四界とは別に存在する世界。剪定者が選ぶすべての未来の上位に存在する。この世界に入ると、他の世界の時は止まり、周囲は白黒となる。姫はこの世界に誘い込まれ、三つの扉を選択することとなる。この世界における姫は、それぞれの世界の経験を記憶している。

## 登場人物
人物の階級はいずれも『Tiny Dungeon』時点のものとする。
白鷺 姫 （しらさぎ ひめ）
声：なし
主人公。人族。二階級・剣のクラス所属。一人称は「俺」。妹・皇女（みこ）は続編『Endless Dungeon』で初めて登場する。
滅界戦争を終結させた勇者のようになりたいという目標を抱き、周囲の反対を押しのけてトリニティへ入学した。成績は下位ランクであり、二階級への昇級も追試を2回受けてようやくというレベルである。5年前、魔法儀式の時に魔族から襲撃を受けて大勢の人族が殺された「血の儀式」事件により儀式兵器が手元にないため、魔法を使うことはできない。そのため攻撃力は低いが、状況判断力や洞察力には長けており、特に指揮官能力の高さは、魔王妃や神王妃も認めるほどである。武器は接近戦用の両手剣。
常に真っ直ぐな視線と他者への優しさを持っている。人族ということで周りから敬遠もしくは嫌われているが、彼の内面に触れたものからは好意を寄せられている。
目標に向かっての努力は惜しまず、毎日の鍛錬によって基礎の部分はヴェルが尋常でないと認めるほどである。しかし不器用であり、戦闘ではワンテンポ遅れてしまう癖があった。ヴェルとの再会、アミアとの闘いを通してその癖は修正され、さらにデイルとの闘いを通し、武器に武器を当てる事で軌道を変えるカウンター技を会得する。BoSではそれに加え、神界で「真眼」と呼ばれる先読みの洞察力を習得した。
男子寮の部屋数が足りないため、二階級から白川紅と女子寮の同じ部屋に住んでいる。EDでも同室のまま。

### ヒロイン
ヴェル＝セイン (Vell Sain)
声：五行なずな
身長:152cm。血液型:A型。スリーサイズ:B82(C)/W55/H80。
魔族。魔界を統べる魔王妃トリア＝セインの一人娘。魔族の中でも最強の力を持つ「魔王の血族」で、もっとも濃い血を受け継いでいる。二つ名は「魔界の黒翼」。一人称は「私」、姫のことは「ヒメ」と呼ぶ。黒く長い髪と、燃えるような深紅の瞳を持つ美少女。BaWにおけるメインヒロイン。
姫に5年前の借りを返し、姫の最強の武器として姫を最強にするためトリニティに転入し、姫と同じクラスになる。普段は冷酷で無表情だが、友人の前では明るく、姫の前ではデレデレとなる。態度が示すとおり姫のことが好きであるが、姫の意思を尊重し、姫が誰を選ぶかを遮るようなことはしない。姫のためにと綺麗になることを心がけ、料理なども勉強してきた。
使用武器は、自分の背よりも長くて巨大であり、漆黒に輝く刃を持つ鎌。その攻撃力は、トリニティでは桁外れである。
魔力の象徴である黒い翼を八枚も持ち、二つ名はその翼から来ている。しかし、5年前からその翼を見たものはいない。その理由は、母の手伝いと騙されて「血の儀式」事件に参加するも途中で裏切りに合い、右側四枚の翼を斬り落とされたところを姫によって助けられたからである。そのためヴェル自身の翼は左側四枚しか残ってなく、右側四枚の翼は白い翼となっている。その白い翼は姫の『儀式兵器』であるため、姫が望んで白い翼に触れると儀式兵器の特性でほぼ無尽蔵の魔力をヴェルは得て、姫の最強の武器となる。BoSでは儀式兵器の進化により、羽が十枚となる。
EDでは魔界へ戻っているトリアの代わりに、学園長代理を務めている。
ノート＝ルゥム (Note Reume)
声：遠野そよぎ
身長:161cm。血液型:B型。スリーサイズ:B92(F)/W58/H83。
神族。二階級・槍のクラス所属。神界を統べる神王妃ルアン＝ルゥムの第一王女。神界で数百年ぶりに生まれた「完全銀髪（グラン･ルナ）」の持ち主。神族におけるアイドルであり、切り札。二つ名は「神界の銀月」。一人称は「ボク」、姫のことは「姫くん」と呼ぶ。BfYにおけるメインヒロイン。
女神のような美貌の持ち主。生真面目だが気が弱くて大人しく、いつもおどおどとしている。しかし、戦闘時には表情を一変する。ドジっ娘であり、特に姫の前では恥ずかしい失敗をしてしまうことが多い。使用武器は魔力を刃へ変えた両手剣。膨大な魔力を持ち、その実力はすでに三階級の生徒すら超えている。
神界の上層部にしか知られていないが、研究によって人工的に生み出されたグラン・ルナであり、対魔族用最強兵器でもある。力を発動させると憑依兵器モードとなり、冷酷に相手を倒すようになる。BaWではトリニティにおける魔族と神族の闘いを収めるために憑依兵器モードを発動する。ミリオに瀕死の重傷を負わせ、トリアを殺害するとともに、自らの死によって闘いを終結させる。人工的に生み出されたことから、ノートには真名が存在しない。
EDでは神界へ戻っているルアンの代わりに、女子寮の管理人を務めている。
ウルル＝カジュタ (Uluru Kajuta)
声：北都南
身長:149cm。血液型:O型。スリーサイズ:B76(A)/W54/H78。
竜族。一階級所属。竜族でも最強の種であるゴールドドラゴン（作中では金竜と表記されている）の血を引く竜界女王の一人娘。女王ならびに王は滅界戦争で亡くなっているため、現在の竜界のナンバーワンであり、唯一の金竜である。二つ名は「竜界の金鱗」。一人称は「ウルル」、姫のことは「にいさま」と呼ぶ。BoDにおけるメインヒロイン。
素直で元気がよく、小柄で可愛い。見た目は幼いが、実際の年齢は160歳。ただし竜族ではまだ幼い方である。竜族の人気者であり、本人の知らない間にファンクラブができている。竜族はウルルを中心に動いており、ウルルに何かあったときは一致団結する。
初めてトリニティに来たとき、道に迷ったところを姫に助けられて以来、姫のことを慕っている。トリニティで孤立している姫や紅にとっては、オペラとともに数少ない理解者である。
武器は自らの拳。本気を出せばトリニティでもトップレベルの実力だが、なぜか力を抑えている。それでも攻撃力だけでいえば三階級よりも強く、総合力でも一階級ではトップクラス。力を抑えている理由は、滅界戦争時、交戦を選択した両親を自ら殺してしまったからである。BoSでは姫によってそのトラウマから脱却でき、最後の闘いで金竜の力である「竜の咆吼（ドラゴンバスター）」を発動させる。
白川 紅 （しらかわ こう）
声：桃井いちご
身長:163cm。血液型:O型。スリーサイズ:B87(E)/W59/H84。
人族の戦士。二階級・剣のクラス所属で、姫のクラスメイト。トリニティに通っている二人きりの人族の一人。一人称は「あたし」、姫のことは「姫」と呼ぶ。長い黒髪が特徴の美少女。
人族ということで周囲から嫌われていることもあり、授業から私生活まで姫とほぼ一緒に行動をしている。トリニティの女子寮では姫と同室であるが、姫のことは信頼している。逆に気を許すとガードが甘くなり、1-2ヶ月おきに姫に着替えを見られ、未熟であると落ち込んでいる。生真面目な性格であり、暴走しやすい周囲の押さえ役、突っ込み役となっている。
使用武器は魔法儀式によって造られた長短二本の日本刀。普段は腰に差している紅専用のアイテムであり、それによって魔力を使うことができる。速度で翻弄する闘い方を好み、魔法によって強化された速さを使う剣技によってクラスでは上の下程度の成績を維持している。
普段はしっかり者だが内面は脆く、誰かに依存するところがある。BfYでは姫への依存心が強くなったことに脅えて力を求め、ゲンの下で修業して得た魔装陣を用いてノートや姫と対立し、最後は自殺に近い形で姫の手にかかり死亡する。BoSでもその記憶を引きずっている。
アミア＝ルゥム (Amia Reume)
声：夏野こおり
身長:145cm。血液型:A型。スリーサイズ:B79(B)/W53/H75。
神族。一階級所属。神界を統べる神王妃ルアン＝ルゥムの第二王女であり、ノートの妹。前髪の赤い一部分を除いて銀髪であり、ノートには劣るものの髪の毛に含まれる銀の含有率は過去の王家でも最大クラス。一人称は「わたし」。一度戦って以来、姫のことは「お兄ちゃん」と呼ぶようになる。
銀色の長い髪をツインテールにしている。天真爛漫な小悪魔タイプであり、ノートのことが大好きなシスコン。ただしその愛情表現はスカートめくりという、台風のような存在である。また姫へのサービス精神は、ノートだけでなく他の女性も犠牲となっている。
魔法オタク、武器オタクであり、普段はお目にかかれないような古代魔法、レアな魔法を使うことができる。神族でありながら杖を利用した攻撃魔法も得意で、逆に回復魔法などは苦手。一階級であるが、実力は二階級に匹敵する。
オペラ＝ハウス (Opera House)
声：青山ゆかり
身長:159cm。血液型:O型。スリーサイズ:B88(E)/W58/H86。
竜族。竜従長だが、本人曰くウルルの専属メイドであり、常にメイド服を身に纏っている。年齢は200歳を超えている。一人称は「私」で、姫のことは「白鷺様」と呼ぶ。
綺麗で優しく、家事は万能。大好きなのは、パーティーを開いて料理を造ること。得意なのは食事や花見などで席を取ること。いざというときの情報収集力、統率力、状況判断力も一級である。ウルルを中心に世界が回っており、ウルルのためにならどんなことでもする。毒舌でもあり、ウルルの敵に対しては容赦ない。ただし悪戯好きでセクハラトークが大好きということもあり、ウルルや周囲をいつも困らせている。もっとも周囲に男性がいないこともあって男性に対する免疫はなく、身近に接した男性は姫が初めてである。
学園長を脅迫し、その行為を気に入った学園長によって許可を受け、ウルルとともにトリニティへ通っている。ただし授業中は廊下で待つ、相手のことは様付で呼ぶなど、肝心なところはわきまえている。
滅界戦争中は竜族特殊部隊長としてありとあらゆる裏の任務を引き受けていた。その達成率はおよそ9割という、竜族における陰の切り札であり、「竜の盾」と他種族から呼ばれていた。竜族であるが、ウサギの耳となるラビットフォームに変わると、竜族の身体能力が極限まで下がる代わりに神族のトップレベルにも劣らない魔法能力を使うことができる。BoDではフォンとの闘いで傷ついたウルルを庇うとともにその回復魔法を使い続け、攻撃を続けたフォンの手によって死亡している。
フォン＝テルム
声：佐々留美子
身長:148cm。血液型:B型。スリーサイズ:B78(B)/W54/H76。
魔族。魔王妃の補佐をし、魔界の重要案件を処理している、将来のNo.2。一人称は「フォン」。年齢はヴェルや姫より下であるため、姫のことは「姫先輩」と呼ぶ。ただしそれは皮肉を込めての表現であり、ヴェルを誑かした（と思いこんでいる）姫のことは嫌っている。
強さに関してはヴェルに引けを取らず、様付で呼びながらもヴェルのことをライバル視しているところがある。口調は丁寧であるが毒舌であり、思ったことは包み隠さず話してしまう。魔族のマイナス要因となる相手、事象に対しては容赦しない。食事はサプリメントのみ。
使用武器は両手に1本ずつ持った鎌。魔王の血族ではないが、魔力の象徴である羽を6枚持っている。その攻撃力から「死神」と、赤い羽と髪の毛から「竜魔の紅刃」と呼ばれる。神界では親が子供を大人しくさせるとき、「魔界の黒翼、竜魔の紅刃。悪いことをすると魔族の誇る二本の刃が襲いに来る」と口にするほどの存在。
父は魔族、母は竜族というハーフであり、魔族の破壊力と竜族の身体能力という両方の特性を兼ね備えている。しかし本人は竜族の血を引いていることを口に出さず、そのことに触れられるのを嫌っている。その理由は、母親がかつて竜族によって処刑されたからであり、その事実はBoDでのみ語られる。

### EDで新たに登場したヒロイン
リンセ＝ホワイトキャッスル
声：柚原みう
身長:156cm。血液型:O型。スリーサイズ:B81(C)/W55/H78。
20年後の姫の娘。魔族、神族、竜族、人族全ての特徴を持つ第5種族である。未来からやって来た後、トリニティへ入学する。
10枚の黒白の翼、うち5枚の羽は儀式兵器、銀の髪、竜の耳と気鱗と、それぞれの特徴を受けついでいることから潜在能力は高いが、経験値は低いため、戦闘能力はまだ親に及ばない。武器は巨大な剣。オリジナル技の名前はすべて「お父さまの○○」と名前がついている。
4人の母親（ヴェル、ウルル、ノート、紅）から父親の武勇伝をたくさん聞かされたため、父親以外の男性には全く興味がないファザコンであるが、父親と仲の良い複数の母たちを見て育ったことから、父親を一人占めしようとは思っていない。
ニコ＝テンプル
声：上原あおい
身長:146cm。血液型:B型。スリーサイズ:B82(D)/W54/H80。
リンセと共に未来から来た第5種族の少女。リンセの親友。リンセとともに、トリニティへ入学する。
両親は不明であり、未来で姫に保護された。そのため、姫のことを主さまと慕っている。普段は真面目で大人しいが、姫のことが絡むと性格が一変する。
淡い紫と白の八翼の持ち主。武器は二本のククリナイフで、戦闘能力は高い。
白鷺 皇女（しらさぎ みこ）
声：星野七海
身長:160cm。血液型:A型。スリーサイズ:B80(B)/W57/H81。
姫の実の妹。今年度、トリニティに入学した唯一の人族。部屋はカミシアと同室となる。
兄に対する依存度が高く、人族で周囲から蔑まれているはずの兄を守って傍にいたい一審から努力を重ねてきた。武器は弓であり、近接戦闘は苦手。兄に守られたいという恋愛感情にも似た願望を持っているが、本人は否定している。
ルルウ＝アキ＝カジュタ
声：成瀬未亜
身長:155cm。血液型:O型。スリーサイズ:B82(C)/W56/H80。
ウルル以外にはいないはずの金竜、すなわち金の髪を持つ竜族の少女。トリニティの新入生。
ある理由から姫のことを敵とみなしているが、優しい性格なため普通の殺し方はしたくないと、姫に腹上死を迫っている。武器は巨大な斧。

### サブキャラクター
デイル=グラン (Dail Grande)
声：角川竜二
魔族。二階級・剣のクラス所属。姫や紅たちのクラスメイト。一人称は「俺様」、姫のことは「姫っち」と呼ぶ。姫の周りの女性たちにも、適当なあだ名を付けている。
二階級進級試験ではトップ5に入り、クラスではラーロンと並ぶトップ2の実力。ただし変人で面倒くさがりであり、試験ですら手を抜いているように見えるほどである。普段から喋りが軽く態度は飄々としているが、性格はまともであり、種族を問わず人気者である。女性好きであり、休日はデートの予定が入っていることが多い。複数の女性と付き合っていても、一度も揉め事を起こしたことがない。
武器は魔力を込めた二本の剣。魔法による遠距離戦、剣による近距離線、素手での格闘術も強いオールラウンダーである。また人心掌握や統率力、集団戦における戦術も周囲から認められるほど能力は高い。
姫の本質を見抜き、姫との一騎討ちで強さを実感して負けを認め、姫の理解者となる。
ラーロン=ハデラ (Ralong Nadera Kou)
声：城樹翔
魔族。二階級・剣のクラス所属。姫や紅たちのクラスメイト。一人称は「私」、姫のことは「下郎A」と呼ぶ。
末端とはいえ「魔王の血族」に連なることからそれなりに強大な力を持っているが、魔王の血は薄く、本人は全く努力していないため、実力は血族の中でも底辺中の底辺。それでもトリニティでも上位をキープし、二階級ではトップ10程度の実力はある。使用武器は両手剣。得意技は範囲魔法を使った殲滅戦。
魔王の血族であることを鼻にかけ、周囲をバカにする傲慢なトラブルメーカー。クラスメイトのみならず、教師であってもA、B呼ばわりである。力のある者には従うが、弱き者は見下し、くじくタイプ。粘着質で口調は陰湿。誰も呼んでいない二つ名を自らに付けるほどうぬぼれが強い。ただしそのうぬぼれゆえ、隙も多い。魔王の血族であることを利用し、学園内では常に幅を利かせ、取り巻きを周囲に侍らせているが、その傲慢な性格ゆえに取り巻きを罵る事も多く、周囲からはほぼ例外なく不評を買っている。
姫の強さには感づいているが、己のプライドの高さと人族という理由から認めようとしていない。BaWではミヤにその性格を利用されて魔剣に操られ、BfYでは姫との一騎討ちで接戦に持ち込まれたことに憤りを覚えていた。
EDではBaw～BfYの扉での自分を恥じており、慢心は消え、強くなろうと真剣に取り組んでいる。
トリア＝セイン (Toria Sain)
声：湖月紅れ葉
魔族。魔王妃でヴェルの母親。魔王は亡くなっているため、実質的な魔界のトップ。魔界をフォンら部下に任せ、トリニティの学園長を務める。一人称は「ウチ」。
常に堂々とした立ち振る舞いをし、底の知れない深みを持つ思考と言動をするため、魔族だけではなく神族や竜族からも信頼を受けるほどの人望を持つ。しかし自由気ままでいい加減なところも多く、お酒とギャンブルには眼がない。気さくな人柄であり、アミアからトリアちゃんと呼ばれてもまったく気にしない。
相当の親バカであり、ヴェルのことを溺愛している。しかしその親バカ度は時々暴走し、そのたびにヴェルから攻撃を受けている。姫のことも認めており、「婿殿」と呼んでいる。
類まれなる魔力と才能を持った天才魔法戦士であり、最も有名な二つ名は「漆黒の戦鬼」。滅界戦争時代は独立遊撃部隊・カラミティ・ウィンドの部隊長として他種族から恐れられていた。武器は二枚の鉄扇であり、膨大な魔力をつぎ込んだ超広範囲殲滅魔法を得意とする。
ルアン=ルゥム (Luan Reume)
声：木村あやか
神族。神王妃でノートとアミアの母親。神王は滅界戦争の傷がもとで亡くなっているため、実質的な神界のトップ。神界をミリオら部下に任せ、トリニティ女子寮の管理人を務める。一人称は「私」。
家事、特に料理と掃除が大好き。ノートの巨乳は母親譲り。トリアに負けないほどの親バカであり、ノートとアミアの側に居たくて管理人になっている。管理人としては公平公正で、どの種族であろうと贔屓することはない。
銀髪の割合は8-9割程度と、平民の出でありながら王族並みの銀髪含有率を持つ。二つ名は「白銀のヴァルキュリア」。滅界戦争時は神王の側に付き、そのまま親衛隊長に抜擢されて「戦乙女」と呼ばれ、神王に対する攻撃を全て防御した。使用武器は槍。
トリアとは友人で、トリアちゃん、るーにゃんと呼び合い、ときに酒を飲み干して愚痴を言い合う仲。ただしいざというときは神界、神族のことを第一優先としている。
サン=ミリオ
声：小池竹蔵
神族。神族宰相としてルアンを支えている神界No.2。一人称は「私」。
常に優しく微笑んでいるが、目は鋭く輝いている。生真面目で、いつも時間通りに動く。ルアンに心酔しており、ルアンの言うことなら何でも聞く。滅界戦争以前は研究者であった。
指揮官タイプではあるが、生存能力に卓越しており、魔法技術もトップクラス。戦闘能力にも長けており、ノートとアミアの師匠でもある。滅界戦争の第2次魔界侵攻作戦では、最年少で前線指揮官に抜擢された。武器は巨大な槍。
BoD、EDでは登場しない。BfYで、初めて戦闘シーンを見せる。
バリアリーフ＝クリート (Varialeef Cleat)
声：緒田マリ
竜族。トリニティの教師で、二階級・剣のクラス担任であり、二階級教師の主任でもある。一人称は「私」。「生徒白鷺」のように、“生徒”を付けてから名前を呼ぶ。
外見的には十分若いが、年齢は不明。年齢を聞いたものは伝説と化す。能力は優秀で、種族に関係なく生徒に対しては平等に接する。ただし、ウルルを中心に世界が回っていることについては、他の竜族と変わらない。
竜族ではあるが、武器としてムチを使用。滅界戦争では対魔族のエキスパートとして名を馳せ、「魔族狩り」の異名をとった。
EDでも姫たちのクラスの担任を務めている。
シャル＝ルトル
声：桜川未央
街に住む神族の女の子。金色の髪であり、魔力は殆どない。一人称は「わたし」。祖父が人族であるクォーター。
ラーロンに絡まれたところを姫にかばってもらい、以後姫のことを「パパ」と慕う。父親はおらず、母親と二人暮らし。ヴェルのことは「ヴェルママ」と呼び、ノートや紅のこともそれぞれ「ノートママ」、「紅ママ」と呼んでいるが、ウルルだけは「ウルルちゃん」である。
カミシア
声：桜川未央
可能性の世界で現れる、ローブをまとった謎の小柄な人物。顔もすべてローブで隠しているため、正体は不明。姫を導くため、三つの未来を導く扉を指し示す。その目的はBoSで明かされる。
BaWのゲーム中で名前は明かされないが、オープニングにはCamisiau　CV.桜川未央と表記されている。(BoSのオープニングでは最後のuが無くcamisiaとなっている。)BoDでカミシアという名前が明らかになった。BfYのラストで、フードを外した正体が明かされる。BoSでは温存していた干渉力を使い、姫たちの3つの扉の記憶を統一させた。
EDでは新入生としてトリニティに入学した。またシャルとは別な存在として固定されたのでシャルと会話する事ができるようになった。
ミヤ
声：真中海
身長:159cm。A型。スリーサイズ：B84(D)/W57/H81。
可能性の世界で現れる謎の少女。BoDで立ち絵と名前が初登場。可能性の世界では黒いローブをまとって登場する。カミシアとは異なり、トリニティでも姫たちに直接干渉するが、このときは素顔をさらしている。カミシアとは対立する立場。
魔力とは全く別の力を持っており、戦闘能力も高い。BaWでは魔剣を盗み出すだけだが、BoDでは干渉力を使いすぎたため、BfYでは別の手段で干渉する。
BoSの結末でトリニティに編入し、姫たちと同学年になって、姫を取り巻く女性たちの一員となる。EDでは、フルネームが『秋 美也(あき みや)』であることが明かされた
ゲン
声：舞幸運
賞金稼ぎと自称する人族の剣士。BfYで初登場。本人曰く、滅界戦争時の「勇者」。ただし、彼にかかわった人物はその記憶を失うようになるため、誰も彼のことを覚えていない。
武器は「根性刀」と呼ぶ刃のない非実体剣であり、人族としての儀式兵器である。あらゆる物理以外の力を無散化する能力を持ち、その実力はヴェルとフォンが組んで戦っても敵わないほど。ミヤは娘であり、ミヤの母親は神族である。
EDには登場しないが、フルネームが『秋 厳(あき げん)』であることが明かされた。

## システム
ゲームジャンルは「未来を選択するAVG」となっており、主人公の前に三つの扉を選択するよう迫られるが、BaWでは「ヴェル＝セイン」、BoDでは「ウルル＝カジュタ」、BfYでは「ノート＝ルゥム」固定となっており、他の扉を選ぶことはできない。BfYの終了後、新しい扉が開かれる。
BaW、BoDでは、途中にある闘いのシーンで選択肢が現れ、誤るとゲームオーバーとなる。BfYとBoSにゲームオーバーは一つもない。BfYでは選択肢によって入手できるCGが変化する。BoSでは最後の選択肢でヴェル、ノート、ウルル、紅を選ぶことができ、それによって最後の戦闘シーンとエンディングが変化する。
ゲーム自体は一本道であるが、BaWではヴェル、ノート、ウルル、紅と関係を、BoDではウルル、ヴェル、紅、オペラ、ノート、フォンと、BfYではノート、ヴェル、ウルル、紅、アミアと、BoSではヴェル、ノート、ウルル、紅、フォン、オペラ、アミア、カミシアと関係を結ぶことができる。
ウィンドウメニューはカーソルを右下に持っていくと現れる。デフォルト設定の場合、「タイトルに戻る」と「ゲーム終了」はそれぞれ「F3」及び「F4」キーでのみしか選択できない。
BaWの予約特典で着いてくる水着パッチはタイトル画面で選択し、始めから進める必要がある。ゲームの途中で変更することはできない。また立ち絵が水着となるのは、BaW本編で水着になるシーンがあるヴェル、ノート、ウルル、紅、アミア、オペラだけである。この特典は、BoD以降では使用できない。
EDは一本道であり、ゲームオーバーとなる選択肢はない。EDではリンセ、ニコ、皇女、ルルウ、ミヤと関係を結ぶことができる。また選択肢により、ヴェル+フォンorノート、ウルルor紅と関係を結ぶことができる。

## スタッフ
- 制作：Rosebleu
- 企画、シナリオ、ディレクター、制作進行：あごバリア
- シナリオアシスタント：KAI
- キャラクターデザイン・原画：魚（魔族）、久遠樹（神族）、観音王子（竜族）、すずめみく（人族）、キンタ（第5種族）
- CG監修：おやかた（BaW）、月見ラテ（BoD、BfY、BoS、ED）
- 画面デザイン：おやかた、青猫
- プログラム：青猫
- 音楽：内藤侑史&山田屋カズ（BAL）
- オープニングムービー：癸乙夜（Mju:z）（BaW、BoS、ED）､RMG（BoD）、彩塚雪白（BfY）

## 主題歌
- BaWオープニングテーマ「blade heart」
  - 歌：nao、作詞：AlAi、作曲・編曲：内藤侑史
  - BoSでも挿入歌として使用されている。
- BoDオープニングテーマ「KIZUNA」
  - 歌：nao、作詞：LAB、作曲・編曲：内藤侑史
- BfYオープニングテーマ「笑顔のエレメンツ」
  - 歌：nao、作詞：nica、作曲・編曲：内藤侑史
- BoSオープニングテーマ「Endless Field」
  - 歌：nao、作詞：nica、作曲・編曲：ユージ・ナイトー
- BaW,BoD,BfYエンディングテーマ「それぞれの明日」
  - 歌：tohko、作詞：AlAi、作曲・編曲：山田屋カズ
- BoSエンディングテーマ「手のひらの未来」
  - 歌：tohko、作詞：nica、作曲・編曲：ユージ・ナイトー
- EDオープニングテーマ「未来フラッグ」
  - 歌：nao、作詞：アマヤドリ雫、作曲・編曲：ユージ・ナイトー
- EDエンディングテーマ「answer」
  - 歌：tohko、作詞・作曲・編曲：山P（BAL）

## CD
- Tiny Dungeon - BLACK and WHITE - Original Soundtrack
  - BaWで使用されたBGM、オープニングおよびエンディングのフルバージョンを収録。ジャケットはヴェル。メーカー公式サイトで通販されている。

## 備考
- 登場人物の名前は、いずれも有名な建造物や地名から名付けられている。